# Varenna
Varenna é uma comuna italiana situada ao extremo norte da região da Lombardia, província de Lecco, com cerca de 842 habitantes.
Varenna até o século XIX fazia parte do império austríaco.

## Geografia
Varenna estende-se por uma área de 11 km², tendo uma densidade populacional de 77 hab/km². Faz fronteira com as comunas Bellagio (CO), Esino Lario, Griante (CO), Lierna, Menaggio (CO), Oliveto Lario e Perledo.
O vilarejo localiza-se a leste às margens do Lago de Como perto da foz do rio Esino.
A aproximadamente dois quilómetros ao sul de Varenna encontra-se o Fiumelatte, uma ribeira de cor láctea devido a pedra calcária da região, ativa somente de março a outubro. Com seus 250 m de comprimento é considerada uma das ribeiras mais curtas da Itália, entrando em concorrência com a ribeira Aril do Lago de Garda com seus 175 m de comprimento

## Demografia
| Variação demográfica do município entre 1861 e 2011                               |
|                                                                                   |
| Fonte: Istituto Nazionale di Statistica (ISTAT) - Elaboração gráfica da Wikipedia |

## Turismo

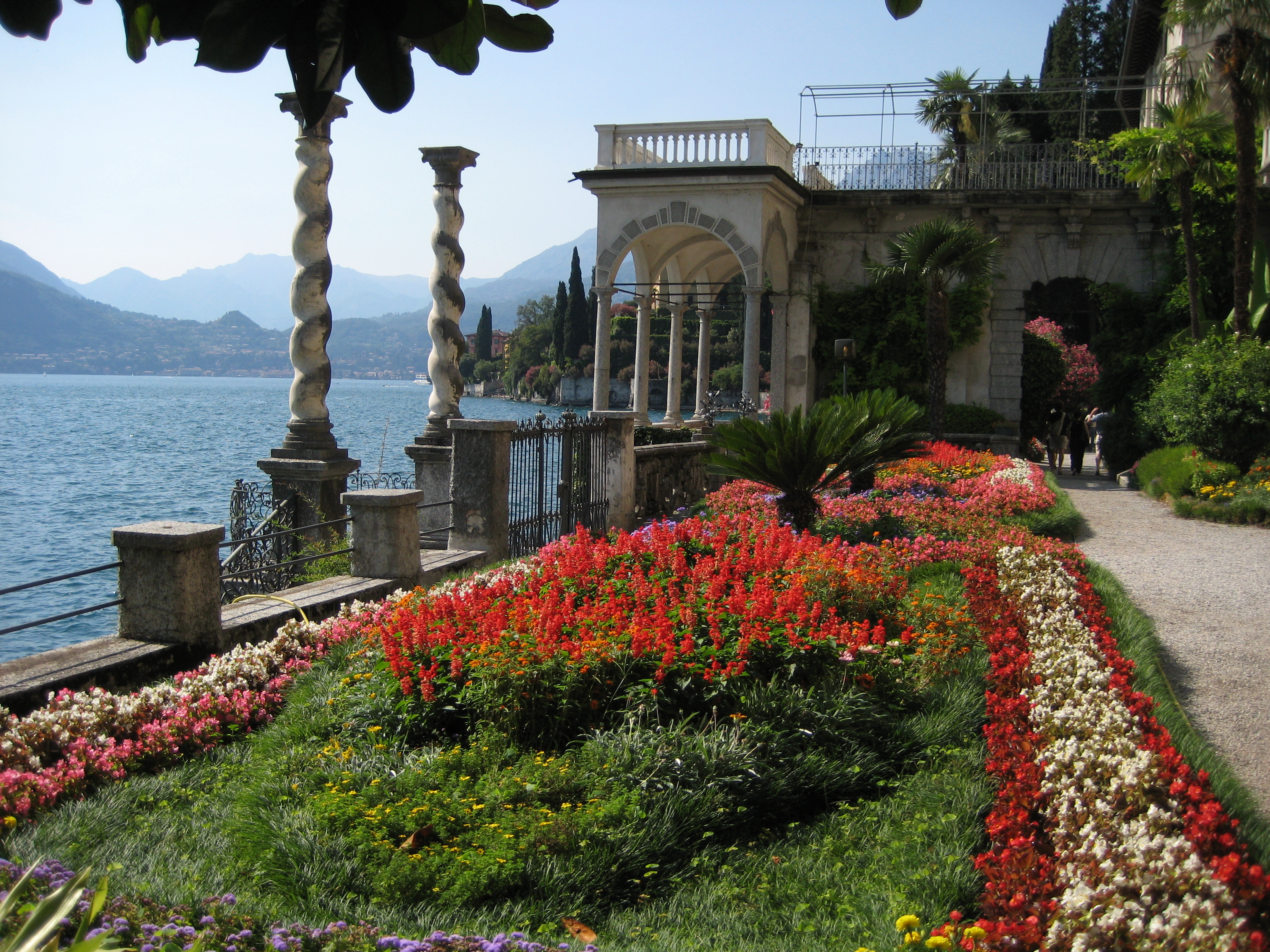
Jardim botânico da Vila Monastero

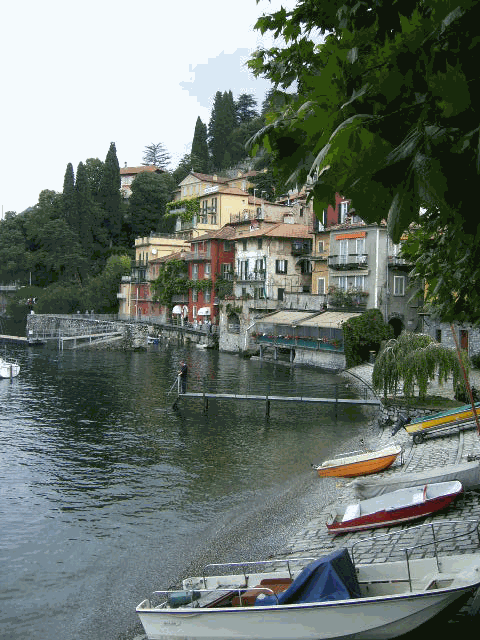
Antigo porto de pescadores

Varenna apresenta vários pontos turísticos notáveis, como a Vila Monastero e a Vila Cipressi, que hoje em dia abriga um hotel. A Vila Monastero era um antigo convento da Ordem de Cister, mais tarde uma residência nobre e hoje em dia abriga um museu e um jardim botânico aberto ao público.
No centro de Varenna encontra-se a igreja paroquial San Giorgio na praça de nome homônimo do ano 1313 com suas três naves e um afresco de São Cristóvão na sua fachada .
Ácima da cidade, no promontório de Varenna na Vila Vezio, encontram-se ao meio de um oliveiral secular as ruínas do Castelo de Vezio construído no século XIV. Seus muros altos abrigam uma torre com vista panorâmica para os três braços do Lago de Como e um abrigo subterrâneo que data da Primeira Guerra Mundial. Do castelo faz parte um centro de criação e de adestramento de aves de rapina.
Há ainda um passeio ao longo do lago e a beira encontra-se o antigo porto de pescadores. Uma balsa (Imbarcadero) liga Varenna a Bellagio, Cadenabbia e Menaggio.

## Literatura
- Fohrer, Eberhard. Oberitalienische Seen. Erlangen: Michael-Müller-Verlag, 2ª edição, 2005, ISBN 3-89953-230-9
- Folheto “Castello di Vezio — Centro allevamento e addestramento rapaci” da Associazione “Amici del Castello” de Perledo (LC), Regione Lombardia, 2007 Castello di Vezio